# 1946年阿留申群島地震

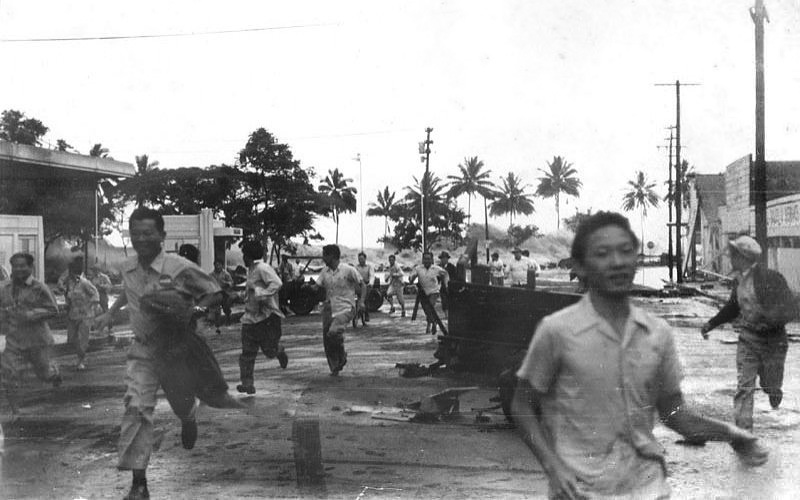
在1946年美國阿留申群島地震引發的巨大海嘯到達了夏威夷希洛時，當地居民躲避巨大海嘯。

1946年阿留申群島地震是在1946年4月1日發生在美國阿留申群島附近海域的地震。該次地震也引發了巨大海嘯。

## 經過
該次地震發生在1946年4月1日於當地時間凌晨3點28分（UTC-9）。芮氏規模是MW 8.1、Ms 7.8。震央座標是52.8°N, 163.5°W，位在烏尼馬克島南方大約155公里。震源深度為15公里。地震引發了浪高高度約為15公尺到40公尺的巨大海嘯。

## 傷亡與損失
該次地震造成夏威夷159人死亡，阿拉斯加6人死亡，總共165人死亡。財產損失超過2600萬美金。
海嘯摧毀了烏尼馬克島上的 蘇格蘭角燈塔（Scotch Cap Lighthouse），並且燈塔的五名工作人員全數殉職。地震後4.5小時海嘯到達考艾岛，4.9小時以後到達希洛。 
海嘯除了在阿拉斯加和夏威夷造成損失以外，在美國西岸的奧勒岡州、華盛頓州和加利福尼亞州，甚至是法屬玻里尼西亞的馬克薩斯群島和智利沿海也造成一定的財產損失。
如此規模的地震產生的海嘯強度是不尋常地大；而該次地震引發的海嘯是最近一次規模小於9.0的地震引發的海嘯中能造成遠離地震區域傷亡的例子。因為海嘯規模和相對較低面波震級的地震強度差異，它被歸類為海嘯地震。

## 震後影響
地震後在夏威夷成立了地震海嘯警報系統（Seismic Sea Wave Warning System），1949年改制成今日的太平洋海嘯警報中心。

## 外部連結
- 1946 Aleutian Tsunami USC Tsunami Research Group
- 1946 Aleutian Tsunami Department of Earth and Space Science, University of Washington（页面存档备份，存于）
- USGS